# Голиков, Владимир Георгиевич
Владимир Георгиевич Голиков (1874 — не ранее 1917) — поэт, прозаик, критик.

## Биография
Сын купца 2-й гильдии, кассира Оренбургского городского банка. Окончил в Петербурге 5-ю гимназию (1892) и юридический факультет Императорского Санкт-Петербургского университета (1897). Служил в департаменте шоссейных и водяных сообщений Министерства путей сообщения (1898―1899); в Государственной комиссии погашения долгов (1900―1814). Получил чин титулярного советника (1902). С 1893 года печатал статьи, стихи и прозу в «Вестнике всемирной истории», «Звезде», «Неделе», «Альманахе зрителя». Публиковался (1895―1911) в газете «Закаспийское обозрение» (статьи на литературные и общественно-политические темы, рассказы, роман «На поединке роковом»).
Опубликовал сборник «Рассказы» (1904) и сборник «Кровь и слёзы. Торжество смерти и зла. Маленькие поэмы» (1907).
Сотрудник журнала «Вестник знания» и «Недели Вестника знания» (c 1911). Редактировал издававшиеся в приложении к журналу сочинения В. Г. Белинского и Н. А. Добролюбова.